# جمال حمزة
جمال حمزة لاعب كرة قدم مصري معتزل. لعب لنادي الزمالك في أغلب فترات حياته المهنية، وكان آخر نادٍ لعب له حرس الحدود.

## انتقاله من الزمالك الي نادي ماينز 05 الألماني
في 19 يونية 2009 أعلن نادي نادي ماينز 05 الألماني تعاقده مع جمال حمزة في صفقة انتقال حر بعد تردد انباء سابقة عن انتقاله إلى الدورى السويسري، وبدأت المفاوضات مع ماينز أحد اندية الدوري الألماني منذ فترة قصيرة وتكتم حمزة أخبار المفاوضات أملا في انجاح الصفقة وهو ما تحقق منذ قليل بتوقيعه عقود انضمامه إلى النادى الالمانى الصاعد حديثا للبوندزليجا هذا الموسم لكنه لم يثبت وجوده وعاد إلى الدورى المصري مع بداية عام 2010 مع نادى الجونة بعقد مدته 6 أشهر ليوقع مع بداية موسم 2010 -2011 للنادى الاهلى المصري في صفقة انتقال حر.
- لعب في كأس العالم للشباب تحت 20 سنة في الأرجنتين سنة 2001مع المنتخب المصري الحائز على الميدالية البرونزية وكان أحد نجوم الفريق.

أصبح جمال حمزه لاعبا بالنادى الاهلى المصري.وذلك لكى ينضم إلى قائمة المنتقلين من نادى الزمالك إلى النادى الاهلى وعلى راسهم رضا عبد العال وطارق السعيد والمعتز بالله اينو

## إنجازاته

### مع المنتخب
- الميدالية البرونزية في بطولة العالم للشباب لكرة القدم 2001.

### مع نادى الزمالك
- 3 بطولة الدوري المصري الممتاز (2000/2001 & 2002/2003 & 2003/2004)
- 2 كأس السوبر المصري
- 2 بطولة كأس مصر (2001/2002 & 2007/2008)
- 1 بطولة كأس إفريقيا للأندية الفائزة بالكؤوس
- 1 بطولة دوري أبطال أفريقيا
- 1 بطولة كأس السوبر الأفريقي 2002
- 1 بطولة كأس العرب 2002.
- 1 بطولة كأس السوبر المصري السعودي 2002

## روابط خارجية
- جمال حمزة على موقع الاتحاد الدولي (مؤرشف)  (الإنجليزية)
- جمال حمزة على موقع قاعدة بيانات كرة القدم.إي يو (الإنجليزية)
- جمال حمزة على موقع بيانات كرة القدم. دي إي (الألمانية)
- جمال حمزة على موقع ناشيونال فوتبول تيمز (الإنجليزية)
- جمال حمزة على موقع عالم كرة القدم.نت (الإنجليزية)
- جمال حمزة على موقع كووورة